# Alberto Trabucchi
Alberto Trabucchi (Verona, 26 luglio 1907 – Padova, 18 aprile 1998) è stato un giurista italiano.

## Biografia

Alberto Trabucchi e Fernanda Nanni Sparavieri in Lussemburgo

Figlio di Marco (anch'egli avvocato, fondatore dell'Istituto Artigianelli con Giovanni Battista Piamarta e zio di Alessandro Trabucchi) e di Maria Zamboni (sorella del filosofo Giuseppe Zamboni con il quale Alberto Trabucchi ebbe un rapporto strettissimo e che segnò la sua educazione) era fratello di Giuseppe, Emilio, Maria e Cherubino. Dopo aver conseguito la maturità al Liceo classico Scipione Maffei di Verona, si laureò in giurisprudenza all'Università di Padova nel 1928 con Francesco Carnelutti. Fu allievo, fra gli altri, di Giuseppe Capograssi e Nino Tamassia.
Dopo la laurea divenne assistente alla cattedra di filosofia del diritto, diretta da Adolfo Ravà. Dal 1935 fu professore incaricato di diritto civile nell'Università di Ferrara e nell'Università di Venezia. Dal 1942 fu professore ordinario di diritto civile nell'Università di Padova. Successivamente insegnò anche istituzioni di diritto privato all'Università di Innsbruck. Per il suo rigore agli esami subì dure, ma sempre rispettose, contestazioni nel 1968.
Nel 1945 sposò Ferdinanda Nanni dei conti Sparavieri, anche lei veronese, dalla quale ebbe cinque figli. Dal 1952 al 1993 fu sindaco di Illasi ed ivi amava rifugiarsi ogni volta che poteva in mezzo ai vigneti e agli ulivi. Allo stesso modo aveva grande affetto per San Vito di Cadore dove poteva lavorare in tranquillità e circondato da tutti i suoi affetti. Dal 1962 fu giudice alla Corte di giustizia delle Comunità europee e dal 1972 avvocato generale della medesima.
Fu tra i componenti del comitato promotore del referendum abrogativo della legge che nel 1970 aveva introdotto in Italia il divorzio. Fu socio di numerose società e accademie scientifiche nazionali e internazionali, tra le quali l'Accademia Nazionale dei Lincei (dal 1978). Dal 1975 sino alla sua morte fu Presidente dell'Istituto Artigianelli di padre Piamarta. Fu insignito delle più alte onorificenze italiane ed europee, nonché professore onorario in alcune Università straniere, come Pernambuco in Brasile.
Nel 1943, a un anno dalla promulgazione del codice civile del 1942, pubblicò le Istituzioni di diritto civile che fino alla pubblicazione degli analogni lavori di Andrea Torrente (1952) e di Pietro Rescigno (1974) fu l'unico manuale di diritto privato a disposizione degli studenti delle facoltà di giurisprudenza. Giunte nel 2022 alla cinquantesima edizione, le Istituzioni rappresentano tuttora un punto di riferimento per la scienza del diritto privato italiano e per l'insegnamento universitario, rimanendo così fedele al suo pensiero, ben espresso nella Premessa della I edizione: "Ho desiderato di conservare anche nello scritto il tono della lezione. Me lo perdonino gli illustri Colleghi che già hanno pubblicato degli ottimi testi di istituzioni, ma io penso che solo così possa ottenersi una maggiore efficacia didattica. (...) Il corso universitario deve avere carattere scientifico e formativo". Così la stessa cosa si può dire della creazione, con l'allievo Giorgio Cian, della collana dei Breviaria Iuris. 
Morì a Padova il 18 aprile 1998. Il suo funerale venne celebrato nella Chiesa parrocchiale di Illasi da S.E. Mons. Pietro Giacomo Nonis che così lo ricordò: "potremmo dire che, come cristiano, Alberto Trabucchi sia stato, oltre che uomo di fede e di azione, un educatore. Uso questa parola con riferimento all'educazione, sapendo a quali rischi, a quali riduzioni, a quali manomissioni, a quali ignoranze, volute, la parola educazione e i valori che essa dovrebbe esprimere, vanno soggetti in questi tempi. Ha vissuto ed aiutato a vivere il processo educativo in quei tre livelli - famiglia, scuola e società civile-chiesa - migliaia di persone ed ha fatto intendere che non c'è vera educazione senza spirito di sacrificio, senza comprensione intelligente e disinteressata nei confronti degli altri, specialmente di coloro che non sono in grado di farsi valere da sé. Non so se Egli ha sempre saputo essere indulgente verso gli altri, so che non era indulgente verso se stesso: questa è una qualità primordiale di ogni educatore".
Gli sono state dedicate: un'aula nell'Università di Verona, un'aula nel Tribunale di Padova e la biblioteca comunale di Illasi. Un suo busto lo commemora nell'Aula Ederle di Palazzo Bo a Padova. Sempre a Padova è raffigurato sul portone della Basilica di Santa Giustina.
Numerose le opere pubblicate sul suo pensiero scientifico e didattico, tra cui il volume "Alberto Trabucchi" di Stefano delle Monache e Giovanni Gabrielli e il convegno "La didattica istituzionale oggi", presso l'Università degli Studi Roma Tre.

## Opere principali
- Istituzioni di diritto civile, 50ª edizione, Cedam, 2022
- Il matrimonio putativo, 1936
- Il dolo nella teoria dei vizi del volere, 1937
- Il trasferimento dei diritti sul credito ceduto "pro solvendo", 1937
- Il rispetto del testo nell'interpretazione degli atti di ultima volontà, 1950
- La stima dei beni e criteri legali di valutazione, 1952
- Il rinnovato riconoscimento legislativo del "maso chiuso" 1954
- Codice delle comunità europee, 1962
- Per una visione sistematica del diritto comunitario. Comunità europee e sovranità degli stati, 1967
- Commentario al diritto italiano della famiglia, 1996
- Breviaria Juris, 2015
- Commentario breve al codice civile, 2015